# Burgulu
Burgulu (kurd. Koran) ist ein Dorf im Landkreis Diyadin der türkischen Provinz Ağrı mit 274 Einwohnern (Stand: Ende 2024). Burgulu liegt in Ostanatolien auf 2.070 m über dem Meeresspiegel, ca. 13 km südlich von Diyadin. Das Dorf verfügt über eine Grundschule und eine Moschee.
Vor der Umbenennung zu Burgulu hieß das Dorf Koran. Dieser Name ist kurdischer Herkunft und beim Katasteramt verzeichnet.
Zwischen den Jahren 1985 und 2000 sank die Bevölkerungszahl von 478 auf 342 Einwohner und 2008 hatte der Ort wieder 429 Einwohner.